# Hulst (stad)

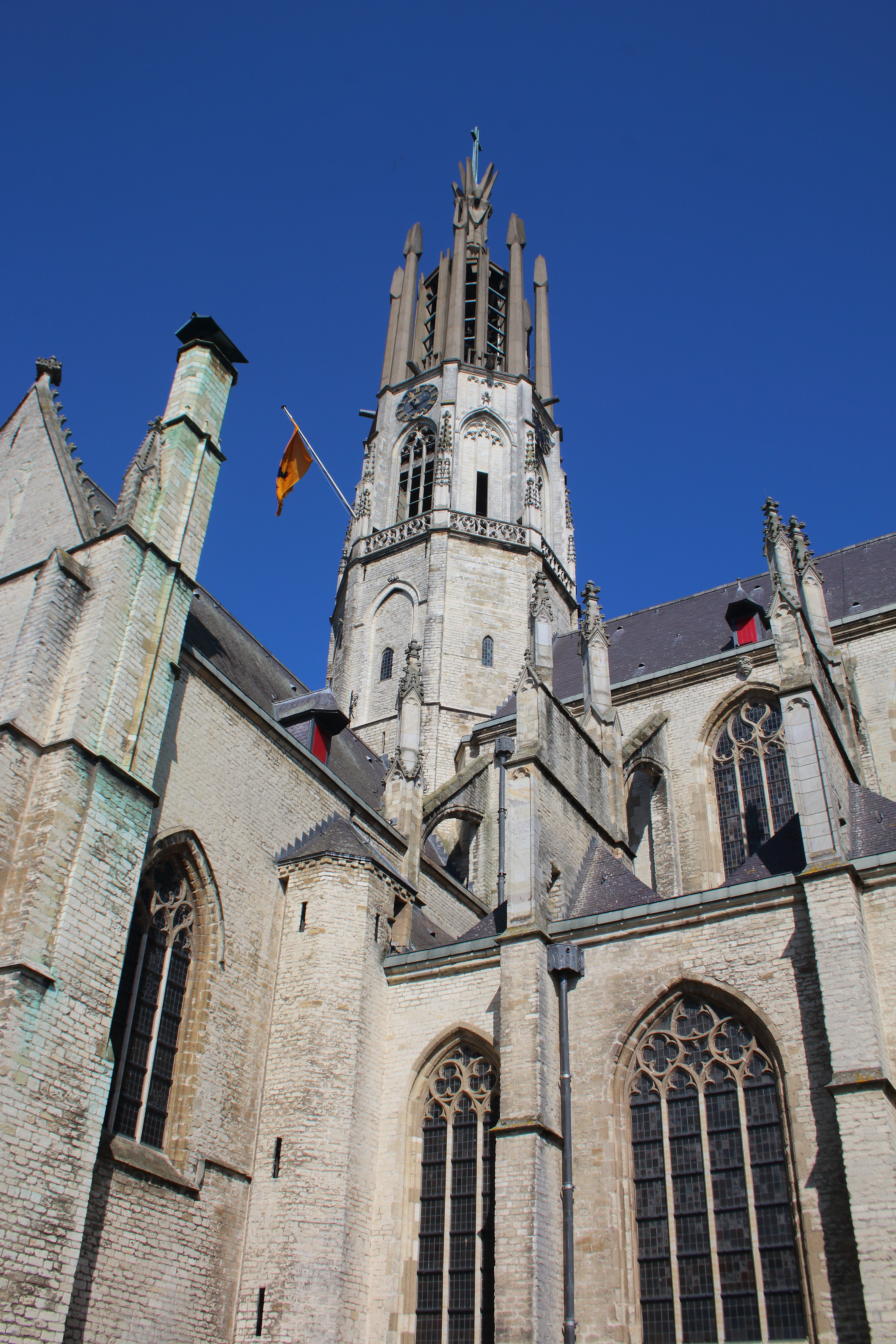
Sint-Willibrordusbasiliek

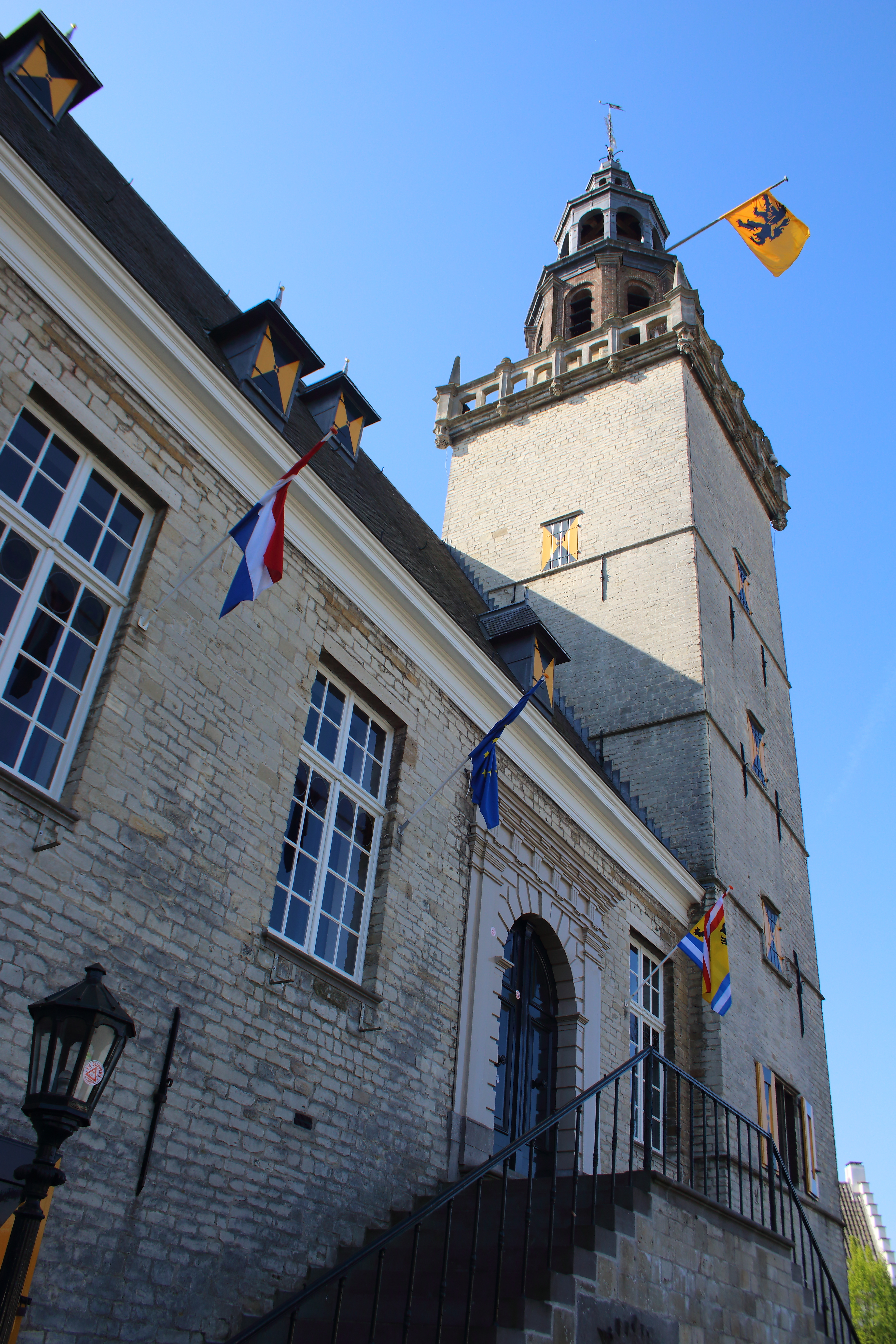
Stadhuis van Hulst

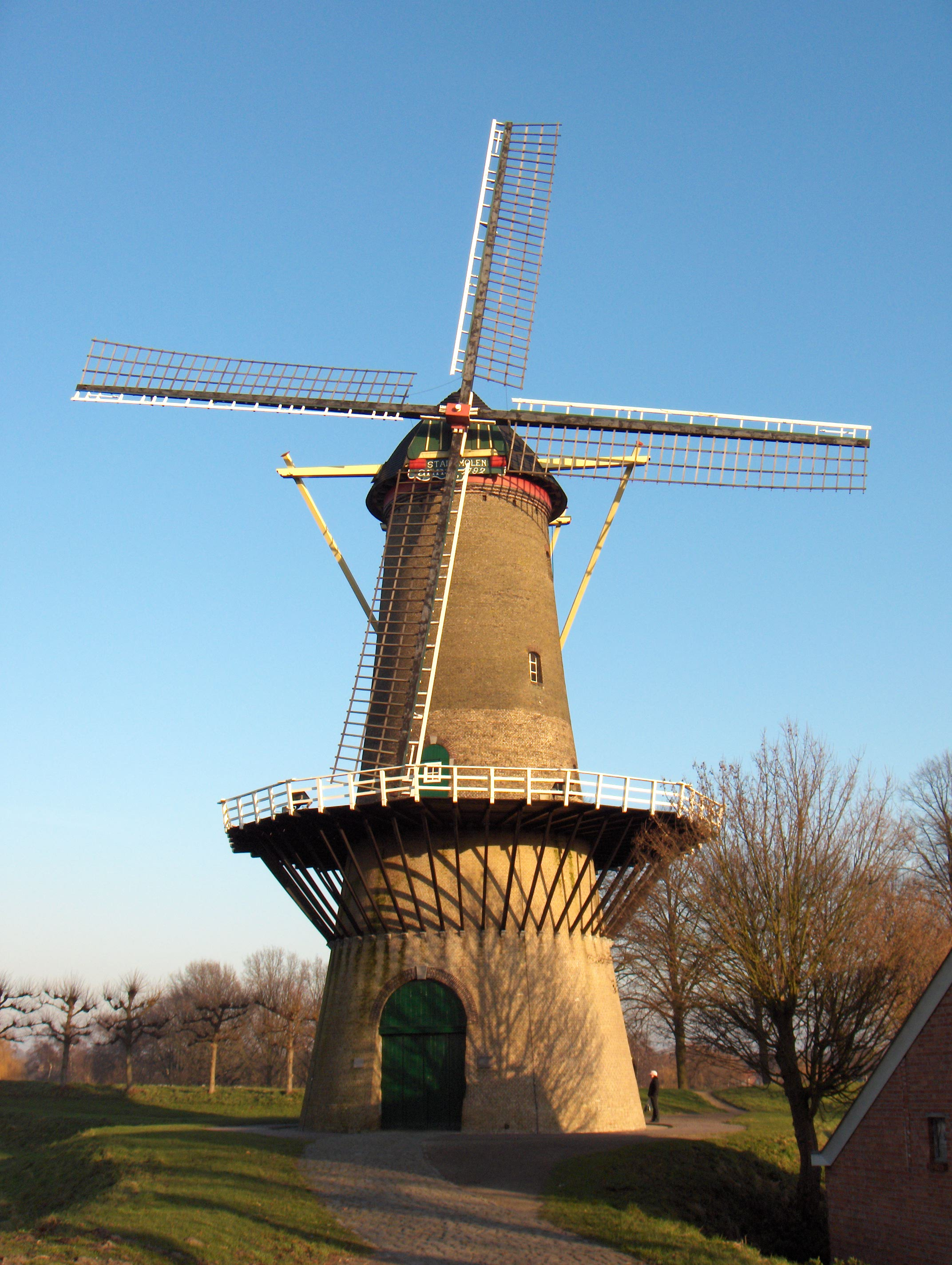
De Stadsmolen uit 1792

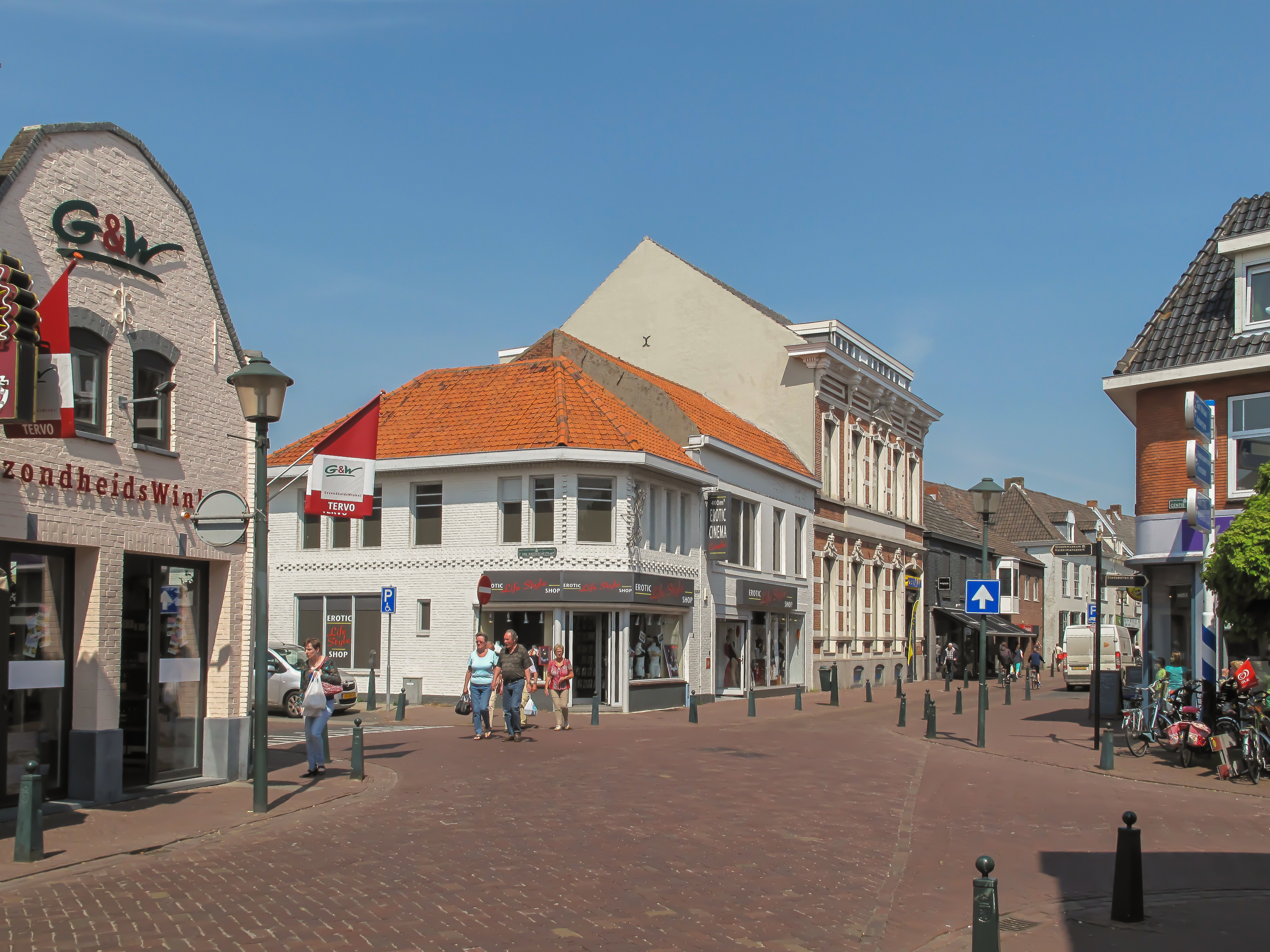
De Gentsestraat

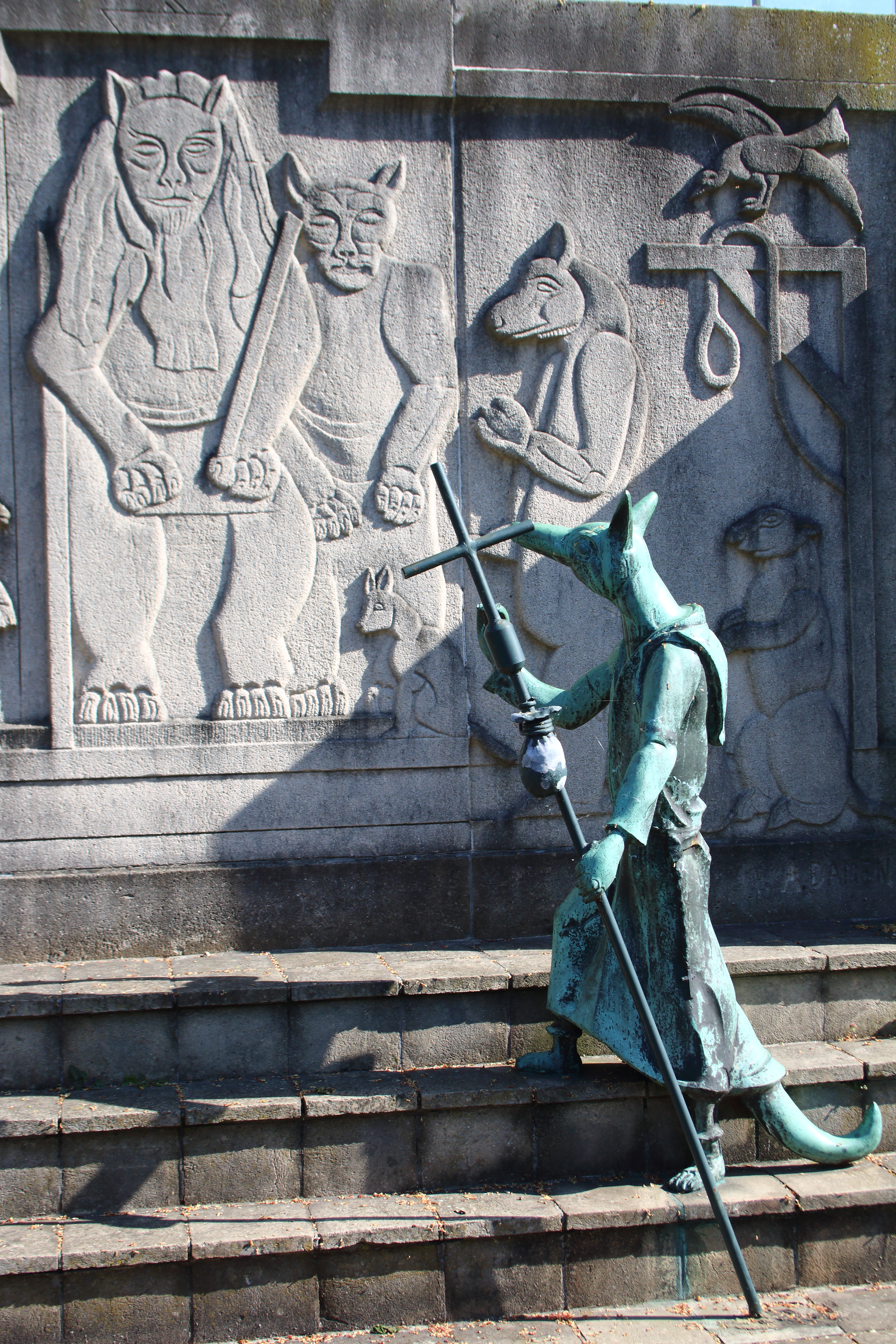
Reynaertmonument

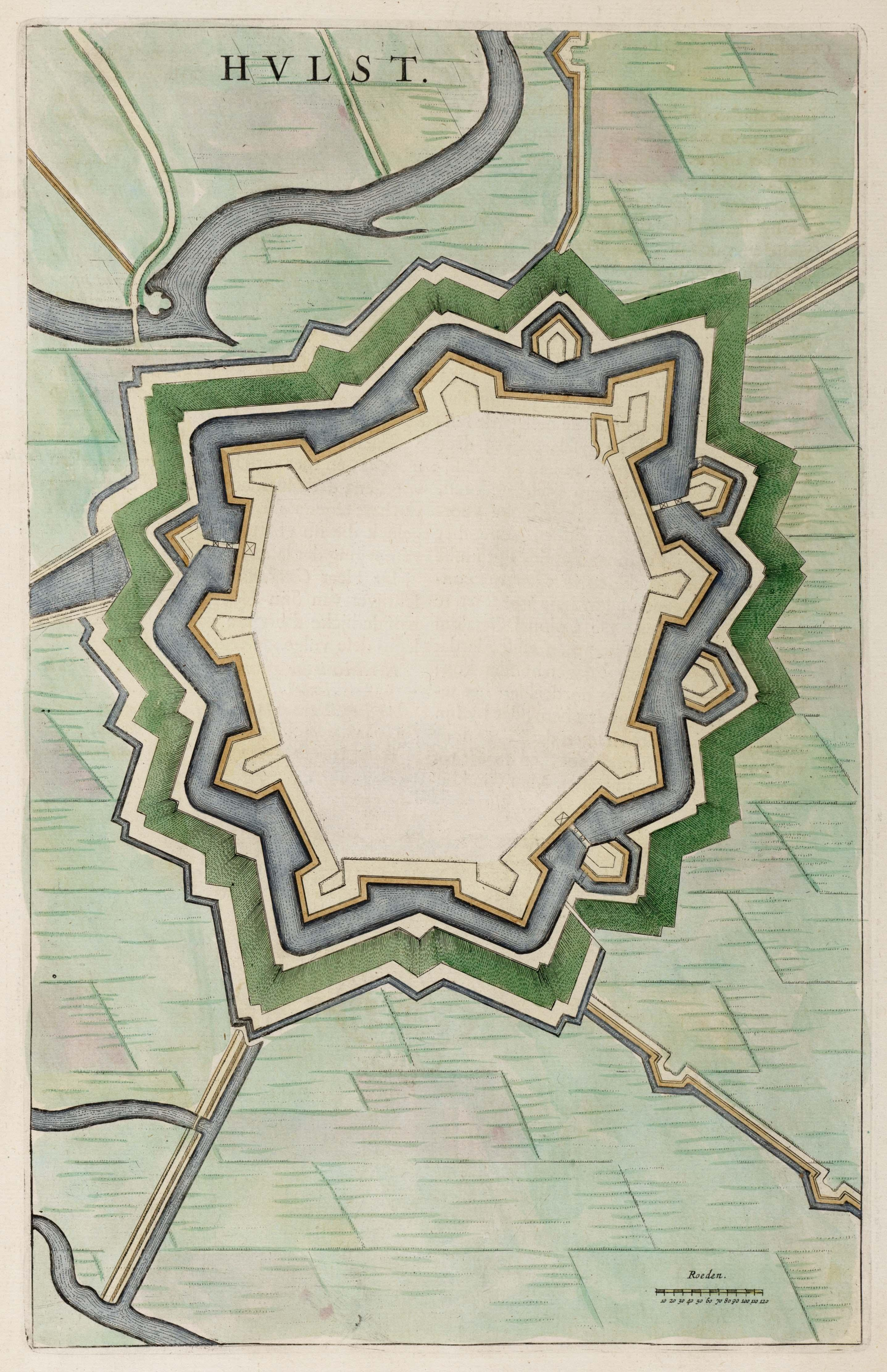
De vesting Hulst in 1649. (Atlas van Loon)

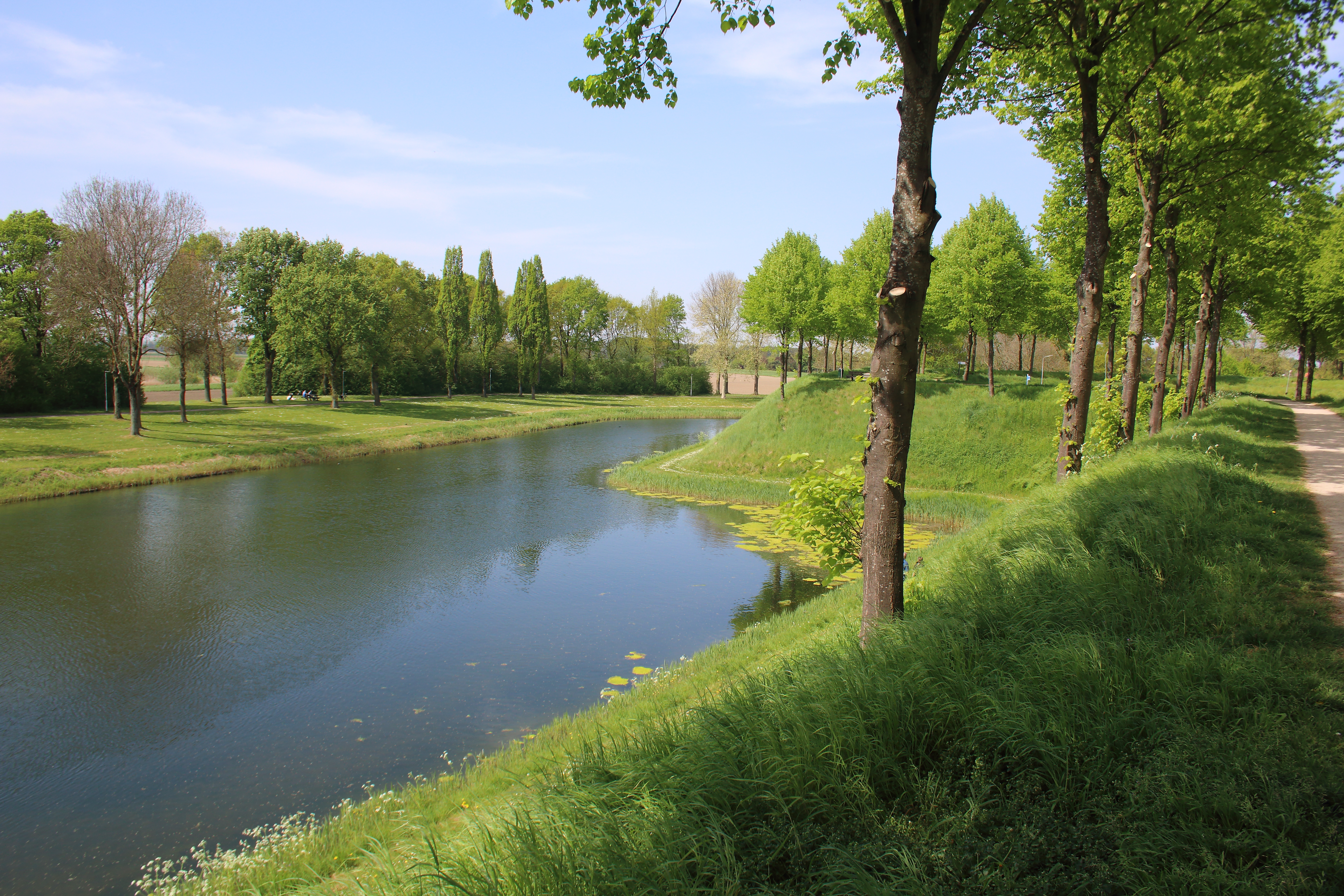
Stadswallen van de vestingstad Hulst

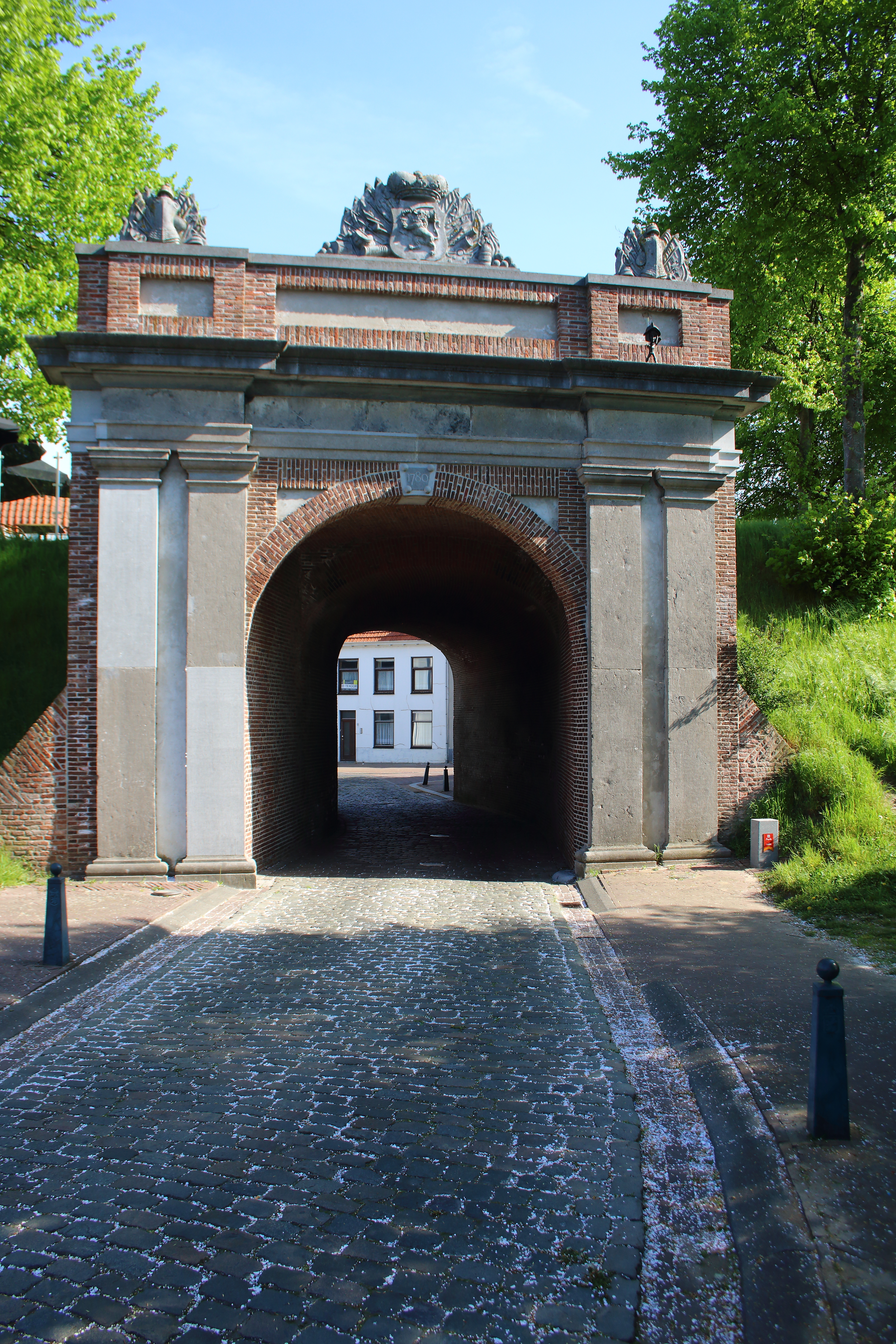
Gentse Poort

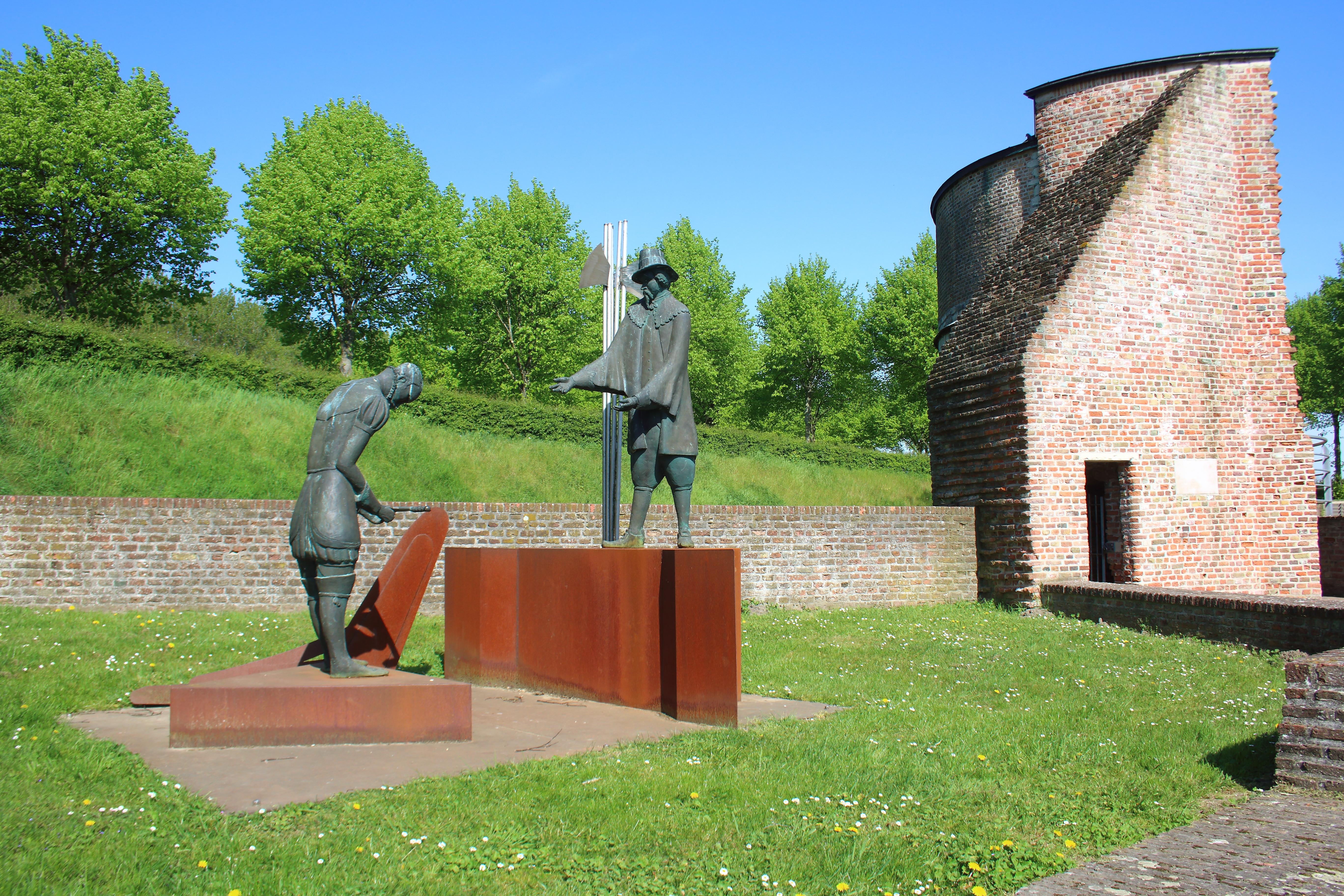
Keldermanspoort met beeldhouwwerk 'Ravelijn' van Kathleen Verhegge

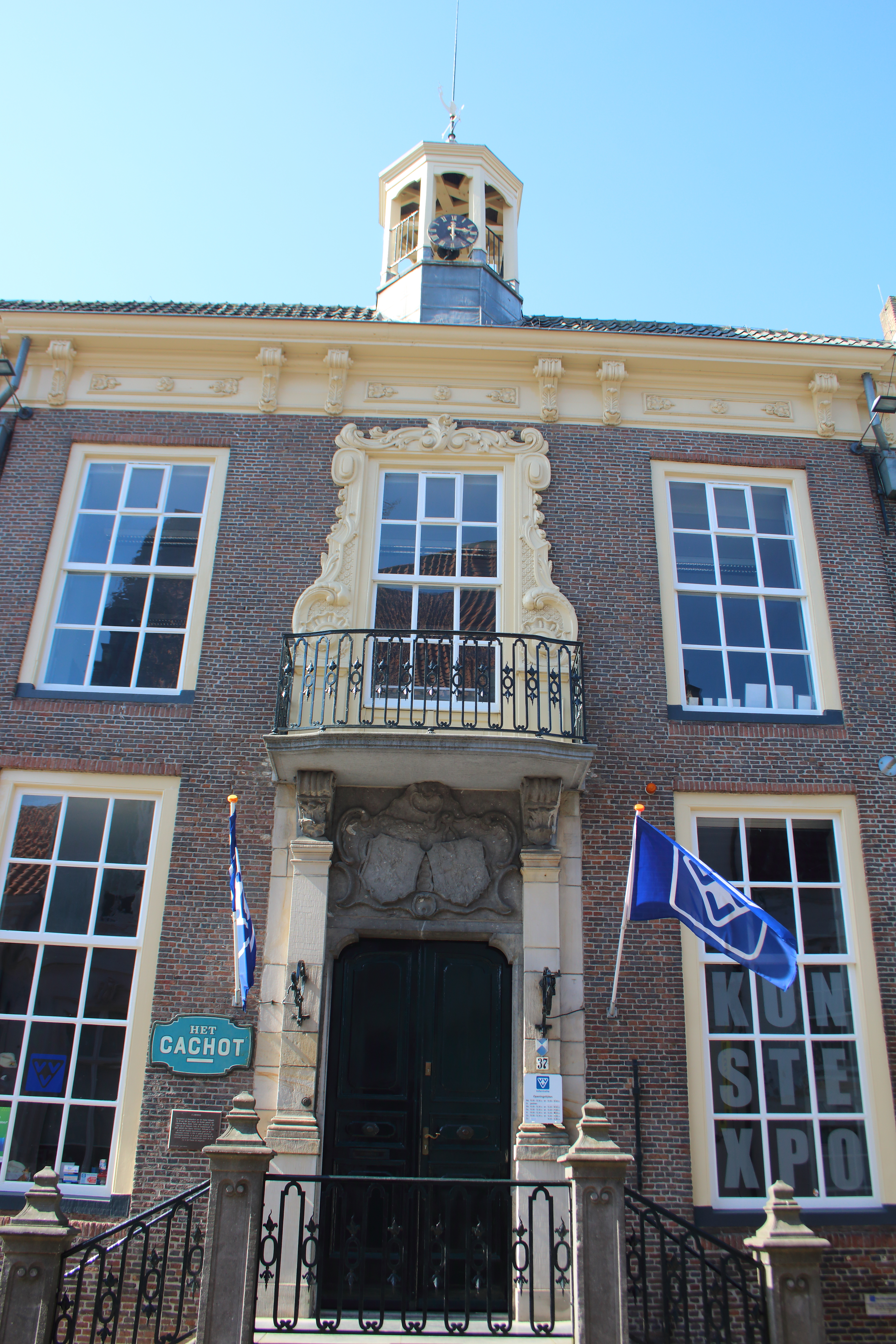
's-Landshuis met Museum Hulst

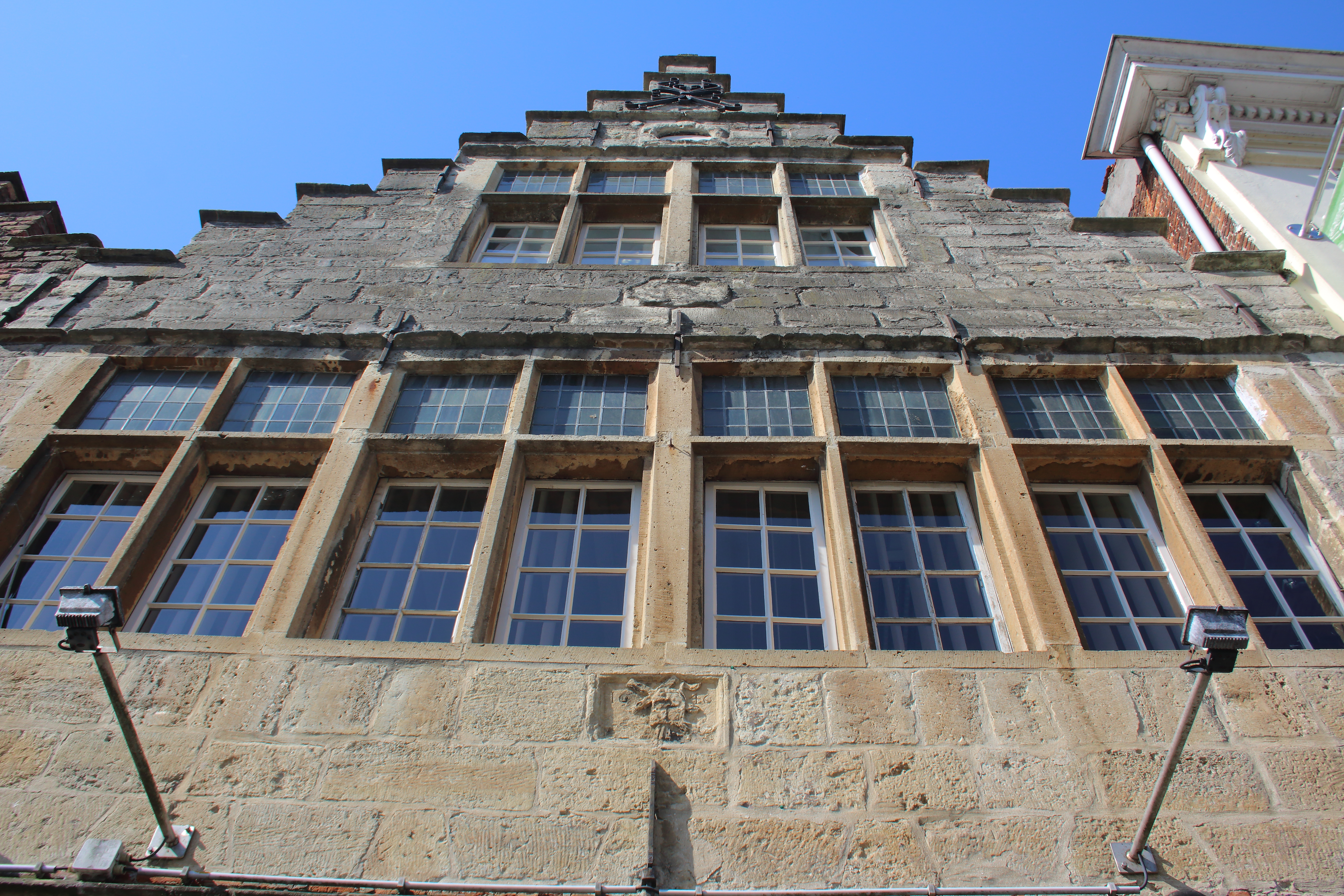
Trapgevelhuis in de Steenstraat

Hulst (uitspraakⓘ, Zeeuws en Oost-Vlaams: Ulst) is een vestingstad in de Nederlandse provincie Zeeland. Het is de hoofdplaats van de gelijknamige gemeente Hulst. De stad heeft inclusief Absdale 11.030 inwoners (1 januari 2023) en is daarmee de zesde plaats van Zeeland, na Middelburg, Vlissingen, Goes, Terneuzen en Zierikzee.
Hulst profileert zich als de "meest Vlaamse stad" van Nederland. Vooral de bourgondische levensstijl van de stad Hulst heeft aantrekkingskracht op Vlaamse toeristen. Het oorspronkelijke dialect van Hulst en de omliggende (katholieke) dorpen wijkt sterk af van de overige Zeeuwse dialecten en vertoont een sterke continuïteit met de dialecten in het noorden van het Waasland (België, provincie Oost-Vlaanderen). Hulst ligt ca. 30 km van Antwerpen.
Hulst wordt genoemd in het middeleeuwse Van den vos Reynaerde. Het feit wordt gememoreerd met een standbeeld voor Reynaert.
Hulst onderhoudt een stedenband met Michelstadt in Duitsland.

## Etymologie
De naam Hulst is afgeleid van de hulst, een struik die veel in de omgeving van de plaats voorkwam.

## Geschiedenis
Hulst ontstond in de 11e eeuw als de nederzetting Hulust. Hulst kreeg in 1180 stadsrechten van de Vlaamse graaf Filips van de Elzas en ontwikkelde zich tot een belangrijke vesting- en havenstad. Aanvankelijk was de Saxvliet de belangrijkste toegang tot de haven. De stad bloeide op door de aanwezigheid van de haven en de moernering die ten noorden van de stad plaatsvond. Het oudste zegel van Hulst uit 1226, toont Sint-Willibrord. Latere zegels tonen een gekroonde klimmende leeuw, die nog steeds in het wapen van de stad voorkomt.
De familie Van Maalstede bouwde zijn eerste kasteel vermoedelijk in het centrum. Rond 1200 bouwden ze aan de oostzijde van de stad een nieuw slot Maalstede.
De stadsrechten werden in 1350 uitgebreid en in 1413 werd toestemming tot de aanleg van verdedigingswerken verleend. In 1452 werd de stad, tijdens de Gentse Opstand (ook: Zoutoorlog genaamd), vrijwel geheel verwoest. Van 1453-1477 werden de wallen en poorten versterkt, maar de Gentenaren brandschatten de stad opnieuw in 1485 en 1491.
In 1458 vestigden zich de minderbroeders te Hulst.
Nadat het omliggende gebied in 1585 was geïnundeerd, schuurde het Hellegat uit en werd dit de nieuwe haven. In 1591 werd voor het eerst een beleg voor Hulst geslagen en wel door Maurits van Nassau, de latere prins van Oranje, die de stad binnen vijf dagen veroverde. Vijf jaar later vond een hernieuwd beleg plaats, waarbij Hulst werd heroverd door Albertus van Oostenrijk.
Van 1615-1621 werd de stad door de Spaansgezinden voorzien van de uitgebreide vestingwerken die ook tegenwoordig nog te zien zijn. Tijdens de slag bij Hulst in 1640 kwam Hendrik Casimir I van Nassau-Dietz om het leven. Het lukte de Staatsen toen niet om Hulst in te nemen. In 1645 belegerden de Staatsen onder leiding van prins Frederik Hendrik van Oranje de stad Hulst en het Hulster Ambacht opnieuw. Ze heroverden deze op de Spanjaarden. Onder zijn bewind was handel op de Westerschelde verboden en verloor Hulst zijn betekenis als handelsstad. Hulst maakte tot 1648 (Vrede van Münster) met de rest van Staats-Vlaanderen (Zeeuws-Vlaanderen) formeel deel uit van het Graafschap Vlaanderen en was een dochterstad van Gent.
Verschillende abdijen hadden in Hulst een Refugiehuis, waaronder de Abdij van Boudelo, de Abdij van Cambron en die van Onze-Lieve-Vrouw Ten Duinen.
De vesting bleek in 1702, verdedigd door Isidro de la Cueva y Benavides en George Prosper Verboom, de Franse troepen te kunnen weerstaan, maar in 1747 kwam ze alsnog in Franse handen, hetgeen in januari 1749 als uitvloeisel van de Vrede van Aken (1748) werd beëindigd. De Fransen veroverden de stad opnieuw in 1792.
In 1795 werd de haven opgeheven: het Hellegat was verzand en wat er van over was werd ingepolderd. Bebouwing buiten de vestinggordel was vooralsnog niet toegestaan, doch in 1816 werd de vesting opgeheven.
Toen in 1830 België onafhankelijk werd van Nederland, hebben Franse en Belgische militairen onder Ernest Grégoire en Louis-Adolphe de Pontécoulant geprobeerd om Zeeuws-Vlaanderen te veroveren. Bij de katholieke delen van Zeeuws-Vlaanderen kreeg de opstand ook weerklank. Bij de wapenstilstand in november 1830 werden de provinciegrenzen als scheidslijn gebruikt, daarna was alleen Hulst nog in handen van de Belgen, tot 11 januari 1831. Hulst werd door de Belgische regering toebedeeld aan het arrondissement Dendermonde (provincie Oost-Vlaanderen).
In 1845 werd de vesting aangekocht door de stad, en ze bleef intact. Pas ná 1860 begon er enige bebouwing buiten de vestinggordel te ontstaan. Ook kwam er in 1871 een spoorwegstation, dat echter in 1952 werd opgeheven. In 1861 kwam er een Liefdesgesticht nabij het refugiehuis van de Abdij van Baudeloo. Dit werd in 1968 afgebroken. Pas vanaf omstreeks 1920 was er sprake van uitbreidingsplannen buiten de vestinggordel.
Hulst werd op 20 september 1944 bevrijd door de Poolse 1e Pantserdivisie. Hierbij verloor de Sint-Willibrordusbasiliek haar torenspits. Deze werd later door een betonnen bouwsel vervangen. Stemvorken omringen de klokken en bovenaan staan engelen naar het kruisbeeld gekeerd.
Sedertdien is Hulst sterk uitgebreid. Ook het grondgebied van de gemeente Hulst werd uitgebreid, door de herindelingen van 1970 en 2003.

## Kloosters
Hoewel Hulst van 1448 tot 1645 een minderbroedersklooster heeft gekend, duurde het tot eind 19e eeuw voor er op dit gebied weer activiteiten werden ontplooid.
- De Paters Maristen kwamen oorspronkelijk uit Frankrijk, waar ze in 1902 ten gevolge van de seculariseringspolitiek moesten vertrekken. Aanvankelijk trokken ze naar een huis in Differt, waar een juvenaat werd opgericht. Het huis werd al snel te klein en men vestigde zich in 1909 te Hulst. Aan de Carmelweg 2 werd in 1910 een gebouw opgericht, ontworpen door Otto Aloys. De apostolische school, die missionarissen opleidde, werd in 1967 stopgezet en is tegenwoordig een reguliere school. In de kapel bevinden zich kruiswegstaties en wandschilderingen van Frans Loots, uit 1920-1921. De laatste verbeelden episoden uit het leven van de missionaris Pierre Chanel. De gebrandschilderde ramen zijn uit het atelier van Joep Nicolas.
- De Ongeschoeide Karmelietessen stichtten in 1935 een klooster in Hulst. In 1992 werd dit gesloopt.

## Bezienswaardigheden
De stad Hulst zelf is een beschermd stadsgezicht en daarmee een van de zeventien beschermde stads- en dorpsgezichten in Zeeland. De stad telt 68 rijksmonumenten, zie lijst van rijksmonumenten in Hulst.
Kaart van het oude centrum van Hulst.
- De Sint-Willibrordusbasiliek werd in de 15e eeuw gebouwd maar pas in 1535 opgeleverd. Bij de inname van Hulst door de Staatsen, in 1645, werd de kerk protestants, sinds de Franse tijd werd de kerk gedeeld met de rooms-katholieken. Sinds 1930 is het weer een rooms-katholieke kerk en werd het een basiliek. Kenmerkend is de betonnen torenspits die erop gezet werd in de jaren 50 nadat de vorige in de Tweede Wereldoorlog vernield werd.

- De Protestantse kerk, aan Houtmarkt 11, werd in 1930 ingewijd. Ze verving de Willibrordusbasiliek, die terug naar de katholieken overging. Delen van het interieur van de toenmalige Willibrordusbasiliek, te weten de kansel uit het midden van de 17e eeuw, de herenbank, kroonluchters en koorhekken, verhuisden mee. Het orgel stamt uit 1971 en werd vervaardigd door de firma Fama & Raadgever. Het is een bakstenen gebouw in expressionistische stijl, voorzien van een slanke toren met zadeldak, en ontworpen door A.P. Wisse.
- Refugium Ten Duinen, aan de Steenstraat 28, was het refugiehuis van de Abdij Ten Duinen. Het werd in de 2e helft van de 16e eeuw gebouwd en verving een eerder refugiehuis dat zich aan de Potterstraat bevond. Het is een hoog huis, dat onderkelderd is. In 1645 verloor het zijn religieuze functie en werd het meestal Princehof genoemd. Omstreeks 1800 was er een jeneverstokerij gevestigd in het gebouw. Van 1979 tot 2022 bevond er zich de voorloper van Museum Hulst. De gepleisterde gevel is aangebracht in 1860.
- Refugiehuis van Cambron, aan Steenstraat 14, was het refugiehuis van de Abdij van Cambron. De abdij kocht het pand in 1562, voordien was men aan de Overdamstraat gevestigd. Omstreeks 1790 werd een deuromlijsting in Lodewijk XVI-stijl aangebracht. Begin 19e eeuw woonde burgemeester Pierssens er, en vanaf begin 20e eeuw zijn er winkels in het gebouw.
- Refugiehuis Baudeloo, aan Baudeloo 20, was het refugiehuis van de Abdij van Boudelo. Het is een L-vormig pand met trapgevels en een achtkantig traptorentje in de binnenhoek. Het werd gebouwd in het derde kwart van de 15e eeuw. In 1584 werd het een hospitaal. Van einde 17e eeuw tot 1832 was het in handen van de familie Von Raden. Van 1861 tot 1987 was het een Liefdesgesticht, waarna het een muziekschool werd.
- Het voormalig Sint-Elisabethgasthuis, aan de Gentsestraat 18-24, werd in de 16e eeuw gebouwd en na 1645 tot vier woonhuizen verbouwd. Ze zijn later diverse malen gewijzigd, zo heeft nummer 20 een winkelpui uit 1895.
- Het Stadhuis van Hulst is gebouwd in gotische stijl. In het stadhuis zijn veel schilderijen, oude kaarten en gravures tentoongesteld, waaronder een werk van Jacob Jordaens.
- Het voormalige Gouvernementshuis, aan Markt 24, is een breed pand dat voorheen De Rijkenborch heette en oorspronkelijk gebouwd was voor het kapittel van de Onze-Lieve-Vrouwekerk te Kortrijk. Na 1645 werd het pand verbouwd en zetelde de gouverneur, Hendrik van Nassau-Siegen, in dit huis. Begin 19e eeuw kwam de familie Seyditz er wonen en werd het huis in 1840 opnieuw sterk gewijzigd. In 1973 werd het een bankgebouw, om in 1990 te worden gerestaureerd. De onderkeldering en de zijtrapgevels herinneren nog aan de middeleeuwse oorsprong van dit huis.
- Het Landshuis, aan Steenstraat 36, was oorspronkelijk het Landthuys van het Hulster Ambacht, dat in 1576 werd gebouwd, maar in 1596 verwoest. In 1655 werd een nieuw landhuis gebouwd. Omstreeks 1730 werd het verbouwd in Lodewijk XIV-stijl. In de Franse tijd werden de wapens van het ambacht en de Generaliteit boven de ingang weggehakt. Het gebouw was daarna als kantongerecht in gebruik en bezat ook een cachot. In 1977-1978 werd het huis gerestaureerd. Sinds 2022 is het Museum Hulst erin gevestigd.[7]
- Hulst kent een aantal interessante woonhuizen. Veel van deze huizen zijn verbouwd in later tijd, maar vooral het pand Steenstraat 3, uit 1640, toont nog een natuurstenen trapgevel en een gevelsteen waarop een molen staat afgebeeld.
- De Stadspomp is een hardstenen pomp uit het midden van de 18e eeuw.
- De Stadsmolen is een ronde stenen stellingmolen uit 1792 die fungeerde als walmolen.
- Het Reynaertmonument aan de Gentsepoort, werd vervaardigd in 1938 door Anton Damen. Het is een bronzen vos die in pelgrimskleren de trap bestijgt naar het hof van Koning Nobel, uitgebeeld op een kalkstenen plaat. Oorspronkelijk stond het op de Markt, en na 1945 werd het naar de Gentse Poort verplaatst.
- Als de vos de passie preekt (boer let op uw eenden) is een humoristische beeldengroep op de Markt, waarin de vos Reynaerde een zestal eenden toespreekt. De eenden werden vervaardigd uit zwerfkeien met bronzen kop en poten. Het kunstwerk werd vervaardigd door Chris Ferket.
- De pagadders zijn kleine beelden van Spaanse soldaten die verspreid in het centrum opgesteld staan.

Zie ook
- Lijst van rijksmonumenten in Hulst (plaats)
- Lijst van oorlogsmonumenten in Hulst

## Vesting
De Hulsterse bolwerken zijn de stadswallen en stammen uit de Tachtigjarige Oorlog. Ze worden omgeven door een gracht en zijn een gaaf voorbeeld van het zogenoemde Oud-Nederlands vestingstelsel. De stadswallen zijn niet overal even hoog. Zo zijn ze in het zuiden acht meter hoog en in het noorden tien meter. In het zuiden is een dubbele omgrachting. In het noordoosten sluit hij aan op de Liniedijk. De vesting had vijf poorten, vier ravelijnen (waarvan er nog maar één over is), negen bolwerken en een stadsmolen.
De Keldermanspoort, ook Bollewerck Poorte en Dobbele Poort genoemd (niet te verwarren met de andere Dubbele poort - zie lager) was zowel een land- als een waterpoort, liet zowel mensen als boten binnen. In de Tachtigjarige Oorlog werd deze verwoest, in 1952 weer opgegraven door P.J. Brand.
Tegenwoordig zijn nog drie stadspoorten aanwezig:
- Dubbele Poort (Dobbele Poort), uit 1620, verdubbeld in de jaren 30 van de 20e eeuw.
- Gentse Poort, gebouwd in 1720 - draagt het wapen van de Generaliteit.
- Bagijnepoort of Graauwse Poort, gesticht in 1704 door Benjamin de Beaufort.

De negen bolwerken zijn (tegen de klok in): Molenbolwerk met de stadsmolen, Brederodebolwerk met restanten van de Keldermanspoort, Nassaubolwerk, Oranjebolwerk, Princebolwerk, Solmsbolwerk, Oude Molenbolwerk, Doelenbolwerk, en Galgebolwerk.

## Cultuur

Letterkunstwerk van Hulst.

Sinds juni 2018 heeft de stad een eigen letterkunstwerk (met een knipoog naar het hoofdstedelijk I amsterdam). Dit kunstwerk is bij toerbeurt op diverse locaties in de gemeente te zien. De achterliggende gedachte is dat in het Zeeuws / Oost-Vlaams dialect men de h aan een begin van een woord niet uitspreekt. Door de letters h en n te combineren (in wit en groen) kan er dus behalve i hulst ook de tekst in ulst gelezen worden. Onder dit begrip in ulst is gelijktijdig een campagne ter promotie van de stad Hulst van start gegaan.

## Natuur en landschap
Hulst is gelegen op de grens van het zeekleipoldergebied en hoger gelegen pleistoceen gebied, op een hoogte van ongeveer 2 meter. De historische kern is omringd door de stadsomwalling. Daarbuiten zijn meerdere woonwijken en een bedrijventerrein gebouwd. Ook is er veel bos aangelegd in het noordoosten en het zuidoosten van de oude kern. Naar het westen toe verloopt de Oude Vaart, een voormalige scheepvaartweg die naar het natuurgebied Groot Eiland loopt. Naar het noordoosten loopt de Liniedijk, met bastions en het voormalige Fort Moerschans. Verder vindt men langs de Liniedijk nog restanten van Fort De Rape en Fort Zandberg. Parallel aan de Liniedijk loopt de Moerschans, die in verbinding staat met een krekensysteem, dat de Berriekreek, de Zandbergsche Kreek, de Rotte Kreek, de Kleine Kreek, de Zestig Voet, de Vuilmuil en de Vlaamsche Kreek. Naar het zuiden toe vindt men restanten van de Gentsevaart die de stad verbond met Gent via de Moervaart en de toenmalige Sassevaart (nu kanaal Gent-Terneuzen). Het tracé liep van de wijk Zoetevaart langs rijksweg 60 en het gehucht Kapellebrug naar Fort Sint-Jan in België om dan vervolgens zuidwestwaarts af te buigen naar Stekene en de Stekense Vaart (wat althans het laatste nog bestaande deel is van deze vaart).

## Verkeer en vervoer
Station Hulst aan de spoorlijn Mechelen - Terneuzen werd geopend op 27 oktober 1871. Op 18 mei 1952 werd het voor reizigersvervoer gesloten. Tot 1968 vond er nog goederenverkeer plaats. De spoorlijn werd opgebroken in 1984 en het stationsgebouw werd in 1960 gesloopt. Het Stationsplein in Hulst herinnert nog aan het spoorverleden.
Vanaf 1902 was Hulst ook bereikbaar per tram na de opening van de tramlijn Hulst - Walsoorden, vanaf 1918 onderdeel van de Zeeuwsch-Vlaamsche Tramweg-Maatschappij (ZVTM). De tramlijn liep van het Station Hulst via de Gentse Poort dwars door de stad naar de Dubbele Poort en verder. Op 1 februari 1934 werd het reizigersvervoer gestaakt. Tussen 1940 en 1947 was er nog incidenteel reizigersvervoer. In september 1949 werd ook het goederenvervoer stilgelegd en werden de sporen opgebroken.
Het openbaar vervoer in Hulst wordt tegenwoordig verzorgd door busdiensten van Connexxion en biedt verbindingen met onder andere Terneuzen, Goes en Roosendaal. De Lijn biedt op één rit na alleen flexibel vervoer aan waarbij aan de grens moet worden overgestapt.
Per auto is Hulst bereikbaar via de E34 en de Belgische N403. Vanuit Sas van Gent komt de N258. Terneuzen is via Zaamslag bereikbaar over de N290.

## Geboren in Hulst
- Cornelius Jansenius (1510-1576), eerste bisschop van Gent
- Frans Mostaert (ca. 1528-1560), schilder
- Cornelis de Vos (ca. 1584-1651), schilder
- Auguste Verdurmen (1808-1882), Belgisch politicus
- Piet van de Walle (1921-2002), politicus (KVP; CDA)
- Jo Ivens (1927-2022), dirigent en organist
- Guido Metsers (1940-2024), schilder en beeldhouwer
- Hugo Metsers (1943), acteur
- Peter Cammaert (1950), bestuurder en politicus
- Lidwien van de Ven (1963), beeldend kunstenares
- Angelo Nijskens (1963), voetbalspeler
- Jean Paul de Bruijn (1965), biljarter
- Martin Martens (1970), schaker
- Anic van Damme (1983), televisiepresentatrice

## Nabijgelegen kernen
Sint Jansteen, Clinge, Absdale, Terhole, Graauw
Stad: Hulst

Dorpen: Clinge · Graauw · Heikant · Hengstdijk · Kapellebrug · Kloosterzande · Kuitaart · Lamswaarde · Nieuw Namen · Ossenisse · Sint Jansteen · Terhole · Vogelwaarde · Walsoorden

Buurtschappen: Absdale · Baalhoek · Boschkapelle · Catalijnenweg · Delft · Drie Hoefijzers · Duivenhoek · De Eek · Emmadorp · Fluitershoek · Groenendijk · Halfeind · Hoefkesdijk · Hoek en Bosch · 't Hoekje · 't Jagertje · Kalverdijk · Kampen · Kamperhoek · Keizerrijk · De Knapaf/Droogedijk · Knuitershoek · Koelewei · Koningsdijk · De Kraai · Krabbenhoek · Kreverhille · Kruisdorp · Kruispolderhaven · Kruisweg · Het Lammetje · Luntershoek · Margret · Margretschedijk · Molenhoek · Molenhoek · Muggenhoek (deels) · Noordstraat · Het Oliekot · Oostdijk · Ossenhoek · Oude Kaai · Oudemolen · Oude Stoof · Paal · Patrijzendijk · Patrijzenhoek · Pauluspolder · Perkpolder · Prosperdorp · De Rape · Roskam · Roverberg · Ruischendegat · Rustwat · Saswijk · Schapershoek · Scheldevaartshoek · Schuddebeurs · Sluis/Drie Gezusters · Statenboom · Stoppeldijk (Rapenburg) · Stoppeldijkveer (deels) · Strooienstad · Tasdijk · Tivoli · Tragel · Verkorting · Vijfhoek · Vogelfort · Walenhoek · Zandberg · Zeedorp · Zeegat

Historische plaatsen: Boerenmagazijn · Eekenissepolder · Klein Kuitaart · Vitshoek

Zeeland: Steden en dorpen in Zeeland      Nederland: Provincies · Gemeenten
Aardenburg (1127) · Arnemuiden (1574) · Axel (1213) · Biervliet (1187) · Brouwershaven (1403) · Domburg (1223) · Goes (1405) · Hulst (1180) · IJzendijke (1303) · Kortgene (1431) · Middelburg (1217) · Oostburg (1237) · Philippine (1506) · Reimerswaal (1374) · Sint Anna ter Muiden (1242) · Sint-Maartensdijk (1485) · Sluis (1290) · Terneuzen (1584) · Tholen (1366) · Veere (1355) · Vlissingen (1315) · Westkapelle (1223) · Zierikzee (1219)